# Новояворівська міська територіальна громада
Новояворівська міська громада — територіальна громада в Україні, в Яворівському районі Львівської області. Адміністративний центр — місто Новояворівськ.
Площа громади — 272,8 км², населення — 51 605 мешканців (2020).

## Населені пункти
У складі громади 1 місто (Новояворівськ), 1 смт (Шкло) і 20 сіл:
- Бердихів
- Воля-Добростанська
- Воля-Старицька
- Добростани
- Кам'янобрід
- Качмарі
- Кертинів
- Когути
- Ліс
- Молошковичі
- Мужиловичі
- Підлуби
- Прилбичі
- Рулево
- Солиги
- Стадники
- Старичі
- Стені
- Терновиця
- Чолгині